# Lobotidae
Famille
Genre
Les Lobotidae  sont une famille de poissons de l'ordre des Perciformes représentée par un seul genre et deux espèces vivant en eau saumâtre ou marine.

## Liste des espèces
- Lobotes Cuvier in Cuvier et Valenciennes, 1830
  - Lobotes pacificus Gilbert in Jordan et Evermann, 1898
  - Lobotes surinamensis (Bloch, 1790)

### Famille
- (en) Catalogue of Life : Lobotidae (consulté le 11 décembre 2020)
- (en + fr) FishBase : famille Lobotidae  (+ traduction) (+ identification visuelle des espèces)
- (fr + en) ITIS : Lobotidae
- (en) WoRMS : Lobotidae (+ liste espèces)
- (en) Animal Diversity Web : Lobotidae
- (en) NCBI : Lobotidae (taxons inclus)

### Genre
- (fr + en) ITIS : Lobotes
- (en) NCBI : Lobotes (taxons inclus)